# كليبر (مسلسل تلفزيوني)
كليبر (بالإنجليزية: Klepper)‏ هو مسلسل وثائقي تلفزيوني أمريكي يقدمه جوردان كليبر. ويعد هذا المسلسل الوثائقي سلسلة جوردن الثانية على قناة كوميدي سنترال بعد انتهاء برنامجه المعارضة مع جوردان كليبر في عام 2018. عُرض مسلسل كليبر الوثائقي لأول مرة في 9 مايو 2019.

## القصة
تدور أحداث هذا المسلسل الوثائقي المذيع التفلزيوني كليبر جوردان وهو يعمل خارج الاستوديو في الميدان. يسافر عبر الولايات المتحدة ويشارك المحادثات مع أناس حقيقيين.

## روابط خارجية
- الموقع الرسمي
- كليبر  في قاعدة بيانات الأفلام على الإنترنت (بالإنجليزية)